# Karangasem (Karangwareng)
Karangasem is een bestuurslaag in het regentschap Cirebon van de provincie West-Java, Indonesië. Karangasem telt 3576 inwoners (volkstelling 2010).